# Silvianópolis
Silvianópolis is een gemeente in de Braziliaanse deelstaat Minas Gerais. De gemeente telt 6.261 inwoners (schatting 2009).

## Aangrenzende gemeenten
De gemeente grenst aan Careaçu, Espírito Santo do Dourado, Pouso Alegre, São João da Mata, São Gonçalo do Sapucaí, São Sebastião da Bela Vista en Turvolândia.